# Mission Beach

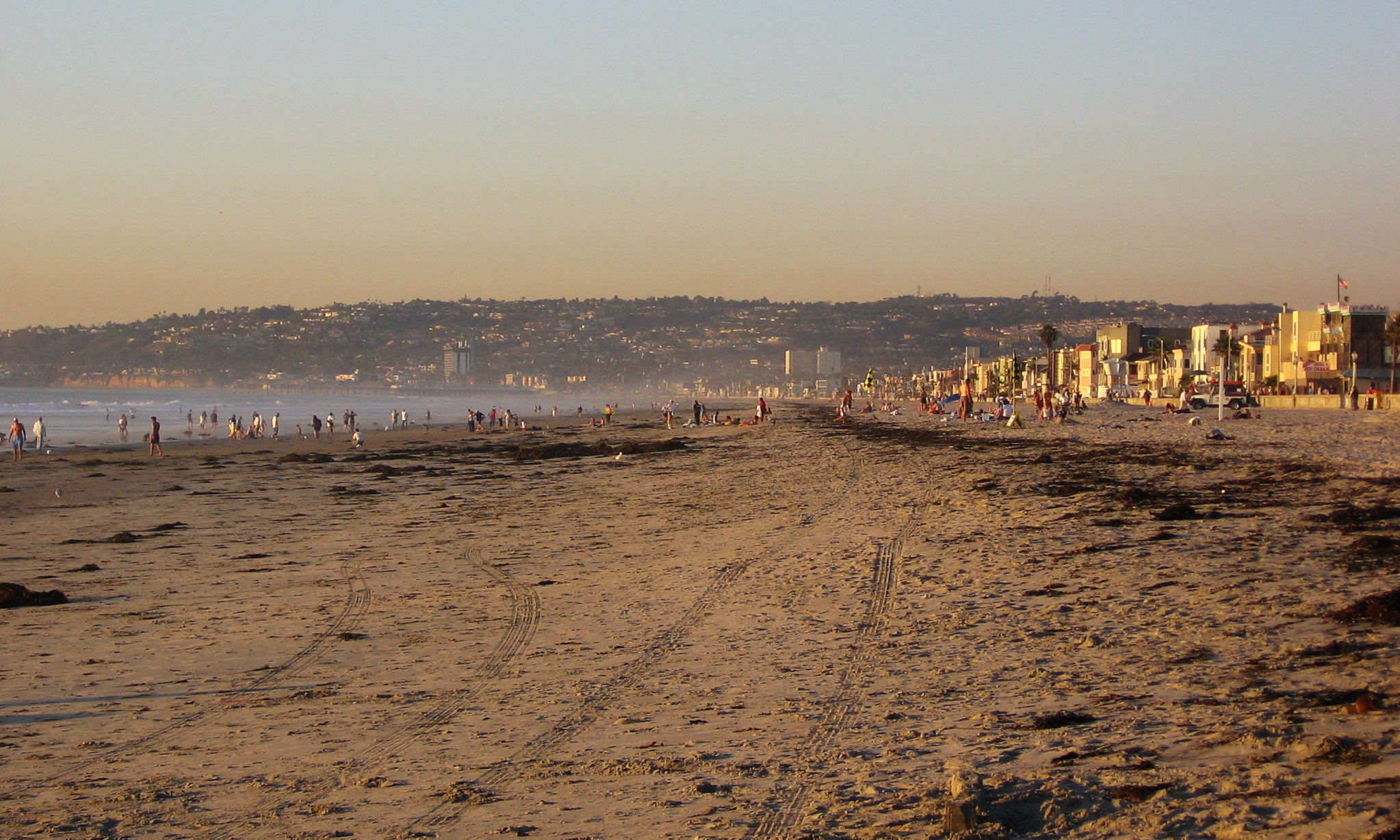
Mission Beach i tidig oktober

Mission Beach är ett samhälle som sträcker sig från sandreven vid stilla havet i väst, Mission Bay och San Diego i öst. Huvudgatan genom Mission Beach är Mission Boulevard, vilket delas in i South Mission, en halvö, och North Mission.
Mission Beach har en lång kustlinje, med en strandpromenad vid havet och en lite längre upp, mellan Mission Bay i öst och Pacific Beach i norr.